# ピンク四天王
ピンク四天王（ピンクしてんのう）は、日活ロマンポルノが打ち切りとなった1980年代後半にデビューした、低迷期のピンク映画を支えた4人の監督を指す。現在は肯定的に用いられるが、当初は皮肉や蔑称として用いられることも多かった。四人組とも称された。

## 概要
佐藤寿保、サトウトシキ、瀬々敬久、佐野和宏の4人を指す。ピンク映画制作会社・国映を中心に活躍しているが、佐藤は末期の日活ロマンポルノ買い取り作品やエクセス・フィルム、ENKプロモーション製作のゲイ・ポルノの活躍も多い。佐藤は他の三人よりもデビューが4年早く、瀬々はその助監督、佐野は出演俳優を経験している。サトウは俳優佐藤靖が主宰する制作プロダクションのバーストブレイン・プロダクツからデビューしており、初期の作品は同プロから発表されている。その後はどちらかというと後発の三人の結びつきが強く、常連女優や助監督の共通性のほか、同じ映画のスタッフ、キャストで顔をそろえたこともある。現在は国映作品は新東宝映画（旧称・新東宝興業）が配給し、オープニングは新東宝映画のものが使用されている。
彼らの作品はいずれも作家性が強く、弱体化していたピンク映画において個性的な作品を生み出した。こうした作品は、映画評論家（寺脇研,阿部嘉昭,切通理作など）の目に留まった。ロマンポルノにリンクされる形で1980年代前半には評価されつも、1990年代初頭には『キネマ旬報』の不定期連載などで限定的に評価されているのに留まっていたピンク映画が再度、識者の評価対象となった。
実際に映画を興行している映画館経営者や成人映画館に通っている観客からは低評価であった。彼らの作品は、成人映画館における興行成績としては不振を極める事が多い。「作家性を重視するあまり、濡れ場など成人映画としてのエンターテインメント性を軽視している」という批判が興行関係者（とくに成人映画館経営者）には存在している。一時期、彼らの作品は興行側から上映をボイコットされた時期もあり、別名義で製作に関わったり、国映が単独で作品を配給したりしたこともあった。ピンク四天王は、作品が上映されると客足が遠のく代表的な4人の監督として、映画館経営者らが用い始めたとされ、当時は皮肉でネガティブな意味であった。
1993年に東京のアテネ・フランセで「新日本作家主義列伝」と称して、彼らピンク四天王の作品の連続上映会が開催された。この上映会は人気を博し、本来、成人映画館とは無縁、もしくは遠ざかっていた観客の掘り出しに成功した。以降、ピンク四天王は肯定的な意味でも用いられ、営業の現場でも用いられた。ピンク四天王の作品に限定されるが、ピンク映画がミニ・シアターやアート系の一般映画館でも上映され、成人館と別枠で特別上映される作品は、アート系映画ファンの評価や人気が集まった。

当初目論まれたピンク四天王の作品を鑑賞した観客が成人映画館に流れる状況は至らず、現在もピンク映画の製作本数は減少している。作品の良し悪しのほかに成人館がおかれた状況など、ピンク映画が抱える問題が表れている。
1994年の刊行のムック「銀星倶楽部・桃色映画天国」は、四天王の評価が急速に高まっていた時期におけるピンク映画ガイドで、多くの賛辞が寄せられているが、館主の藤岡紫浪や、濡れ場をたっぷり撮り抜くことで彼らと対極に位置すると考えられていた女流監督・浜野佐知の盟友・山崎邦紀による強い批判（前者は「60年代後半から70年代にかけて流行った、反体制的でいささか被害者意識過剰なアウトサイダーの男たちの心情を相変わらず謳いあげてやまない」、後者は「男のままごと」「カビの生えた物語の縮小再生産」「性的探究心の欠落はどうしたことか」）も記されている。いずれも文章の中の短い一節で、浜野のインタビューも記されているがここでは一切四天王への言及がないため、議論の対立点がおぼろげに窺える程度にとどまっている。
佐野は男優であり、脚本の執筆・提供も行っている。彼らがオリジナルで執筆する事も多いが、佐藤と夢野史郎、サトウと小林政広、瀬々と井土紀州というコンビを作った脚本家も見逃せない（佐野は常に自作脚本）。また、ピンク七福神の一人である今岡信治も、『団地妻 隣のあえぎ』（2001年、国映、新東宝映画）等のサトウ作品にも、脚本を提供している。小林と井土は、独自に映画監督としても活動している。
佐野を除く3人は一般映画にも進出し、特に瀬々は2019年までに20本以上を監督、メジャー大作も多くこなして日本映画界の主要監督の一人である。佐藤は2005年に江戸川乱歩原作のオムニバス映画『乱歩地獄』（角川映画、アルバトロス・フィルム）内で『芋虫』を、吉井怜主演の『刺青』を監督している。サトウは早い時期からＴＶ映画に招かれ、須藤温子主演で『ちゃんこ』（2005年、T・ジョイほか）を監督している。